# Teorema de la tangent

Fig. 1 - Un triangle.

En trigonometria, el teorema de la tangent és una fórmula que relaciona les longituds dels tres costats d'un triangle i les tangents dels seus angles.
A la Figura 1, a, b, i c són les longituds dels tres costats del triangle, i α, β, i γ són els angles oposats a aquestes tres cares respectivament. El teorema de la tangent estableix que
{\displaystyle {\frac {a-b}{a+b}}={\frac {\tan[{\frac {1}{2}}(\alpha -\beta )]}{\tan[{\frac {1}{2}}(\alpha +\beta )]}}.}
Tot i que el teorema de la tangent no és tan conegut com el teorema del sinus o el teorema del cosinus, és exactament igual d'útil, i es pot fer servir en qualsevol dels casos on es coneixen dos costats i un angle o quan es coneixen dos angles i un costat.

## Demostració
Per a demostrar el teorema de la tangent es pot començar amb el teorema del sinus:
{\displaystyle {\frac {a}{\sin {\alpha }}}={\frac {b}{\sin {\beta }}}.}
Anomenant q al resultat d'aquest quocient, es té {\displaystyle a\,=\,q\sin \alpha }, {\displaystyle b\,=\,q\sin \beta }, per tant 
{\displaystyle {\frac {a-b}{a+b}}={\frac {q\sin \alpha -q\sin \beta }{q\sin \alpha +q\sin \beta }}={\frac {\sin \alpha -\sin \beta }{\sin \alpha +\sin \beta }}.}
Fent servir la fórmula de Simpson
{\displaystyle \sin(x)+\sin(y)=2\sin \left({\frac {x+y}{2}}\right)\cos \left({\frac {x-y}{2}}\right)\;}
amb {\displaystyle x\,=\,\alpha } i {\displaystyle y\,=\,\pm \beta } s'obté 
{\displaystyle {\frac {a-b}{a+b}}={\frac {2\sin \left({\frac {\alpha -\beta }{2}}\right)\cos \left({\frac {\alpha +\beta }{2}}\right)}{2\sin \left({\frac {\alpha +\beta }{2}}\right)\cos \left({\frac {\alpha -\beta }{2}}\right)}}={{\tan {\alpha -\beta  \over 2}} \over {\tan {\alpha +\beta  \over 2}}}.}